# رايموند لوبيز
رايموند لوبيز (بالإنجليزية: Raymond Lopez)‏ هو سياسي أمريكي، ولد في 26 مايو 1978 في شيكاغو في الولايات المتحدة. حزبياً، نشط في الحزب الديمقراطي.